# Торій-230
Торій-230 (англ. thorium-230), історична назва — іоній (лат. Ionium, позначається символом Io) — радіоактивний нуклід хімічного елемента торію з атомним номером 90 і масовим числом 230. Відкрив 1907 року американський радіохімік Бертрам Болтвуд.
Належить до радіоактивного сімейства урану-238 (так званий ряд радію).

## Утворення та розпад
Торій-230 утворюється безпосередньо внаслідок таких розпадів:
- β−-розпад нукліда 230Ac (період напіврозпаду — 122(3)[1] с):

{\displaystyle \mathrm {{}_{89}^{230}Ac} \rightarrow \mathrm {{}_{90}^{230}Th} +e^{-}+{\bar {\nu }}_{e}.}
- β+-розпад нукліда протактинію 230Pa (період напіврозпаду — 17,4(5)[1] доби):

{\displaystyle \mathrm {^{230}_{91}Pa} \rightarrow \mathrm {^{230}_{90}Th} +e^{+}+{\nu }_{e}.}
- α-розпад нукліда урану 234U (період напіврозпаду — 2,455(6) × 105[1] років):

{\displaystyle \mathrm {^{234}_{92}U} \rightarrow \mathrm {^{230}_{90}Th} +\mathrm {^{4}_{2}He} .}
Сам торій-230 також α-радіоактивний, у результаті розпаду утворюється нуклід 226Ra (виділяється енергія 4770,0(15) кэВ):
{\displaystyle \mathrm {{}_{90}^{230}Th} \rightarrow \mathrm {{}_{88}^{226}Ra} +\mathrm {{}_{2}^{4}He} ;}
енергія випромінюваних α-частинок 4687,0 кеВ (у 76,3 % випадків) і 4620,5 кеВ (у 23,4 % випадків).
Для цього нукліда існує також надзвичайно низька ймовірність кластерного розпаду (з випромінюванням ядра 24Ne та утворенням ядра ртуті-206; ймовірність події 5,6 × 10−11 (10) %). Закони збереження дозволяють спонтанний поділ нукліда, але експериментально його не виявлено (ймовірність менше 5 × 10−11 %).

## У фантастиці
- У романі Роберта Гайнлайна «Маю скафандр — здатен мандрувати» період напіврозпаду торію-230 використовують як характерну величину для вказання тривалості проміжків часу.